# Luigi Groto
Luigi Groto (o Grotto), detto il Cieco d'Adria (Adria, 8 settembre 1541 – Venezia, 13 dicembre 1585), è stato un letterato e drammaturgo italiano.

## Biografia
Di nobili origini, perse la vista durante l'infanzia, dal che derivò il suo soprannome. A soli 14 anni tenne un'orazione per il neodoge Lorenzo Priuli. In seguito diventò membro di varie Accademie letterarie, tra le quali anche l'adriese Accademia di Umane Lettere fondata nel XV secolo, ed istituendo una propria scuola, l'Accademia degli Illustrati.
Nella maturità affinò l'arte letteraria componendo numerose poesie, scrivendo commedie, traducendo opere dal greco venendo inoltre convocato in qualità di oratore. Nel 1567 fu processato come eretico per aver letto Erasmo da Rotterdam e Bernardino Ochino e fu dunque escluso da ogni sorta di insegnamento.
In seguito si fece carico di perorare presso il doge Pietro Loredan l'esigenza di una bonifica del territorio con l'incanalamento dell'alveo del Po in quello che diverrà il Taglio di Porto Viro.
Nell'ultima parte della sua vita abbracciò l'idea di cessare i componimenti, ma presto la sua opinione cambiò nuovamente. Morì nel 1585 per un improvviso attacco di pleurite.

## Opere
- Isach (1558)
- Innamoramento d'amore (1557)
- La Dalida (1573)
- Il pentimento amoroso (1576) - dramma pastorale
- La Prima parte delle Rime (1577)
- Hadriana (1578) - tragedia
- Calisto (1583) - dramma pastorale
- Le Orationi volgari, et latine di Luigi Grotto Cieco di Hadria, da lui medesimo recitate in diuersi tempi, in diuersi luoghi, e in diuerse occasioni, parte stampate, e ristampate altre volte ad vna, ad vna, e parte non mai piu venute in luce (1585)
- Le Rime, Seconda e Terza Parte (1610, postumo)